# Синаница (хижа)
Хижа „Синаница“ се намира в северния дял на Пирин планина.
Разположена е на северния бряг на Синанишкото езеро, в непосредствена близост до връх Синаница. Хижата представлява масивна двуетажна постройка. На първия етаж е разположена просторна столова с кухня, има складови помещения и спално помещение за домакина. На втория етаж са обособени спалните помещения за туристи, като хижата може да приюти до 50 души. През летния сезон пред хижата се открива палатков лагер.
Водоснабдена е и електрифицирана от генератор. Санитарните помещения са външни. През зимния сезон в хижата няма поддържащ персонал.
Хижа „Синаница“ е построена през 1975 – 1977 г. от Туристическото дружество на гара Пирин – днешния град Кресна.

## Туристически маршрути и забележителности
Изходни пунктове
- град Кресна – до местността Върбите води 15 км асфалтов път. Асфалтовата настилка е в лошо състояния в участъка на изток от разклона за село Влахи.
- град Банско – до х. „Вихрен“ води 16 км асфалтов път. През летния сезон тази отсечка се обслужва от маршрутни таксита. През зимата пътят е проходим до местността Шилигарника, понеже в горната си част пресича ски-пистите на Тодорка.

Изходни точки
- х. „Вихрен“ – х. „Синаница“ 3:30 часа, маркирана в синьо. Минава през Равнако, Голямо Муратово езеро, Бъндеришка порта, Голямо Спано поле, Синанишка порта.[2]
- м. Върбите – х. „Синаница“ 5:30 часа, маркирана в кафяво. Минава през хижа „Лагера“, местността Пещерата.
- заслон „Спано поле“ – х. „Синаница“ 3:00 часа, маркирана в кафяво. Минава през Малко Спано поле, Голямо Спано поле и Синанишка порта.
- хижа „Яне Сандански“ – 4:00 часа, маркировка в жълто, после кафяво.

Кратки излети
- до връх Синаница през Синанишка порта – 1:00 час.
- до Гергийски езера 1:15 часа.
- до връх Гергийца 1:00 час.